# مجموعة ثومبي
مجموعة ثومبي هي مجموعة أعمال دولية متنوعة مقرها في الإمارات العربية المتحدة، يقع مقرها الرئيسي في مركز دبي المالي العالمي - دبي، ولها أعمال في 20 قطاعًا بما في ذلك التعليم والرعاية الصحية والأبحاث الطبية والتشخيص والصيدلة والاتصالات الصحية وتجارة التجزئة للبصريات والصحة ومتاجر التغذية والضيافة والعقارات والنشر والتكنولوجيا والإعلام والفعاليات والسياحة العلاجية والتجارة والتسويق والتوزيع. ويرأس المجموعة الدكتور ثومبي محي الدين، وهو المؤسس والرئيس. مجموعة ثومبي هي المالكة لجامعة الخليج الطبية وسلسلة مستشفيات وعيادات.

## تاريخ
في عام 1997، كان الدكتور ثومبي معين أول وافد يدعوه حكام عجمان لبدء كلية الطب في دولة الإمارات العربية المتحدة. وأنشئ أول مشروع لجامعة الخليج الطبية لمجموعة ثومبي لتلبية احتياجات الطلاب الراغبين في متابعة التعليم العالي في الطب وعلوم الرعاية الصحية. وأصبح هذا في نهاية المطاف وجهة للتعليم الطبي - ليس فقط للطلاب المحليين، ولكن أيضًا للطلاب من أكثر من 75 دولة وموظفين من 25 دولة.
أنشأت مجموعة ثومبي عمليات تجارية في 20 قطاعًا منذ عام 1998. واليوم، طورت المجموعة اهتماماتها في مجالات التعليم والمستشفيات والمراكز الطبية ومراكز التشخيص والنوادي الصحية والصيدليات ومنافذ البيع بالتجزئة والمقاهي ومتاجر التغذية المنتشرة في جميع أنحاء الإمارات والهند. ويعمل لدى المنظمة ما يقرب من 5000 موظف في دولة الإمارات العربية المتحدة. وأدرجت مجموعة ثومبي ضمن قائمة "أفضل 100 شركة لها تأثير في العالم العربي" من قبل مجلة فوربس الشرق الأوسط.

## العلامات التجارية
تمتلك المجموعة أيضًا المؤسسات التجارية التالية:
1. جامعة الخليج الطبية: المشروع الرئيسي لمجموعة ثومبي، تلبي الجامعة احتياجات الطلاب من 75 جنسية وتقدم دورات في الطب والرعاية الصحية تتراوح من البكالوريوس إلى الماجستير، ومن الدورات القصيرة إلى الدورات عبر الإنترنت.[7]
2. مستشفى ثومبي: شبكة من المستشفيات الأكاديمية في عجمان ودبي والشارقة والفجيرة في دولة الإمارات العربية المتحدة وفي حيدر أباد في الهند.[8]
3. عيادة ثومبي: سلسلة عيادات الأسرة. تتواجد حاليًا في عجمان والفجيرة والشارقة ودبي وأم القيوين ورأس الخيمة، بالإضافة إلى عيادة ثومبي إيليت التي افتتحت مؤخرًا في عجمان.[9]
4. صيدلية ثومبي: سلسلة صيدليات لها فروع متعددة في دبي، عجمان، الفجيرة، الشارقة، رأس الخيمة، أم القيوين وحيدر أباد.[10]
5. متجر نوتري بلس فيتا: سلسلة متاجر تغذية تتواجد في عجمان والشارقة والفجيرة ودبي.[11]
6. زو آند مو للبصريات: سلسلة محلات بصريات في عجمان ودبي والشارقة والفجيرة.[12]
7. محل الزهور: محل زهور في عجمان.[13]
8. ثومبي للسياحة الطبية: تعمل على الترويج لخدمات الرعاية الصحية التي تقدمها مجموعة ثومبي للمرضى الدوليين الذين يزورون دولة الإمارات العربية المتحدة.[14]
9. مختبرات ثومبي: واحدة من أكبر شبكات مختبرات التشخيص الخاصة المعتمدة من CAP في منطقة الشرق الأوسط. فروعها في جميع أنحاء دولة الإمارات العربية المتحدة وكذلك في حيدر أباد - الهند.[15]
10. قسم الاتصالات الصحية: يساعد في تقديم البرامج (المؤتمرات وورش العمل والندوات والندوات).[16]
11. نوادي ومنتجعات بودي آند سول الصحية: سلسلة عالمية من النوادي الصحية ولها فروع في عجمان والشارقة ودبي، وصالة ألعاب رياضية للأطفال.[17]
12. مجلة الصحة: مجلة نصف شهرية ثنائية اللغة، تركز على الصحة ونمط الحياة.[18]
13. مطعم التراس: سلسلة مطاعم متعددة المأكولات. يقع المنفذ الرئيسي في الجرف، عجمان.[19]
14. مقهى ومشروبات: منافذ بيع المقاهي المميزة في دولة الإمارات العربية المتحدة ولها منافذ بيع في جميع أنحاء دولة الإمارات العربية المتحدة وفي حيدر أباد، الهند.[20]
15. شركة ثومبي للتسويق والتوزيع (TMDC): شركاء مع مصنعي منتجات الرعاية الصحية، والعلامات التجارية للأزياء، وموردي المنتجات التعليمية لتوزيع منتجاتهم وتسويقها.[21]
16. ثومبي للعقارات: واحدة من أكبر الشركات العقارية في الإمارات الشمالية، الإمارات العربية المتحدة.[22]
17. ثومبي ميديا: مزود الوسائط.[23]
18. ثومبي للتكنولوجيا: شركة تكنولوجيا المعلومات.[24]